# Yossi Yadin

Yossi Yadin

Yossi Yadin (geboren 7. Juni 1920 in Jerusalem, Palästina, als Joseph Sukenik; gestorben 17. Mai 2001 in Tel Aviv, Israel) war ein israelischer Schauspieler und der erste Ehemann der Schauspielerin Hanna Maron. Sein Bruder Yigael Yadin war ein israelischer Archäologe, Politiker und der zweite Generalstabschef der israelischen Streitkräfte. Ab den frühen 1950er Jahren war Yadin in mehr als einem Dutzend Film- und Fernsehproduktionen zu sehen.

## Filmografie (Auswahl)
- 1951: Die Vier im Jeep
- 1966: Einer spielt falsch (Trunk to Cairo)
- 1975: Geliebte Lügen (Lies My Father Told Me)
- 1997: Ha-Miklachat

## Synchronisation
- 1967: Das Dschungelbuch (The Jungle Book als  "Shere Khanv", israelische Version)[1]
- 1971: Anatevka (Fiddler on the Roof als "Tevye")[2]
- 1993: Zurück nach Hause – Die unglaubliche Reise (Homeward Bound: The Incredible Journey als "Shadow")

## Musik
- Höret die Stimme